# レザンガジェ
レザンガジェ（フランス語: Les Engagés）は、ベルギーの政党。南部のフランス語圏のワロン地域を基盤とする中道政党である。
前身は1972年に独立した政党となったキリスト教社会党（フランス語:Parti Social Chrétien、略称PSC）である。しかしベルギー北部のフラマン語圏の同系列の政党（現在のキリスト教民主フラームス）と比べて勢力を伸ばすことがなかなかできず、2002年にキリスト教民主主義より幅の広い人道主義に立脚することを宣言して民主人道主義中道派（フランス語:Centre démocrate humaniste、略称:cdH）に改称。さらに2022年、現在の党名に改称した。このため、特に経済政策において相対的に中道左派色が強いとみなされることもある。
2010年6月13日の総選挙においては下院である代議院で9議席を獲得した。しかし第1党となった新フラームス同盟が与党に加わらないとしたため、各党は連立政権をなかなか樹立できず、政局は混迷した。結局、社会党から党首のエリオ・ディルポが首相となるまで、イラクを遥かに越えて無政府状態解消に535日を要した。ディルポ政権には民主人道主義中道派も参加した。
2014年5月25日の総選挙においては、代議院で前回と同じ9議席を獲得した。選挙後の政党間協議によって成立したシャルル・ミシェル連立政権には参加せず、野党となった。
cdH時代は欧州人民党に加盟していたが、レザンガジェに改組して以降は同党がキリスト教民主主義的であるとして中道的な欧州民主党に移っている。世界レベルでは中道民主インターナショナルに加盟している。